# Gilgitia lobata
Gilgitia lobata är en insektsart som beskrevs av Mushtaq 1991. Gilgitia lobata ingår i släktet Gilgitia och familjen Dictyopharidae. Inga underarter finns listade i Catalogue of Life.